# Oleggio
Oleggio – miejscowość i gmina we Włoszech, w regionie Piemont, w prowincji Novara.
Według danych na rok 2004 gminę zamieszkiwało 12 189 osób, 329,4 os./km².